# 新四军联抗部队烈士墓
新四军联抗部队烈士墓，位于江苏省南通市海安县吉庆镇，是中华人民共和国江苏省文物保护单位之一。
2002年10月22日，授予江苏省文物保护单位，是一座近现代重要史迹及代表性建筑。